# Steinkjer
Steinkjer város és község a Norvégia középső részén fekvő Trøndelag földrajzi régióban, a Trondheim-fjord északi ágánál (Beitstad-fjord). Nord-Trøndelag megye közigazgatási székhelye. Norvégia földrajzi középpontja Steinkjer község területén van.

## Földrajz
A nagy norvég községek közé tartozik, területe 1564 km². Népessége 20 672 (2008. január 1-jén).
Steinkjer nyugati szomszédja Verran község. Keleti irányban 60 kilométerre Svédország területei fekszenek. Északi szomszédai Snåsa és Namdalseid községek, a déliek Inderøy és Verdal.
Bár az tengerparttól 60 kilométerre fekszik, Steinkjernek mégis van tengeri összeköttetése a Skarnsundet szoroson keresztül, amely a Beitstad-fjordot köti össze a Trondheim-fjord külső vizeivel. A Skarsundeten átívelő Skarnsundsbrua Norvégia leghosszabb kábelhídja (1010 m). A Skarnundeten nagy hajók is járnak, a turisták is használják a város megközelítésében.
A környék dombos, hullámos, sűrű fenyőerdőkkel és megművelt területekkel.
| Hónap                         | Jan. | Feb. | Már. | Ápr. | Máj. | Jún. | Júl. | Aug. | Szep. | Okt. | Nov. | Dec. | Év  |
| ----------------------------- | ---- | ---- | ---- | ---- | ---- | ---- | ---- | ---- | ----- | ---- | ---- | ---- | --- |
| Átlagos max. hőmérséklet (°C) | −1,0 | −1,0 | 2,0  | 8,0  | 12,0 | 16,0 | 19,0 | 18,0 | 13,0  | 7,0  | 3,0  | 0,0  | 8,1 |
| Átlagos min. hőmérséklet (°C) | −5,0 | −6,0 | −4,0 | 2,0  | 6,0  | 10,0 | 12,0 | 11,0 | 7,0   | 3,0  | −1,0 | −3,0 | 2,7 |
| Forrás: www.storm.no          |      |      |      |      |      |      |      |      |       |      |      |      |     |

## Történelem

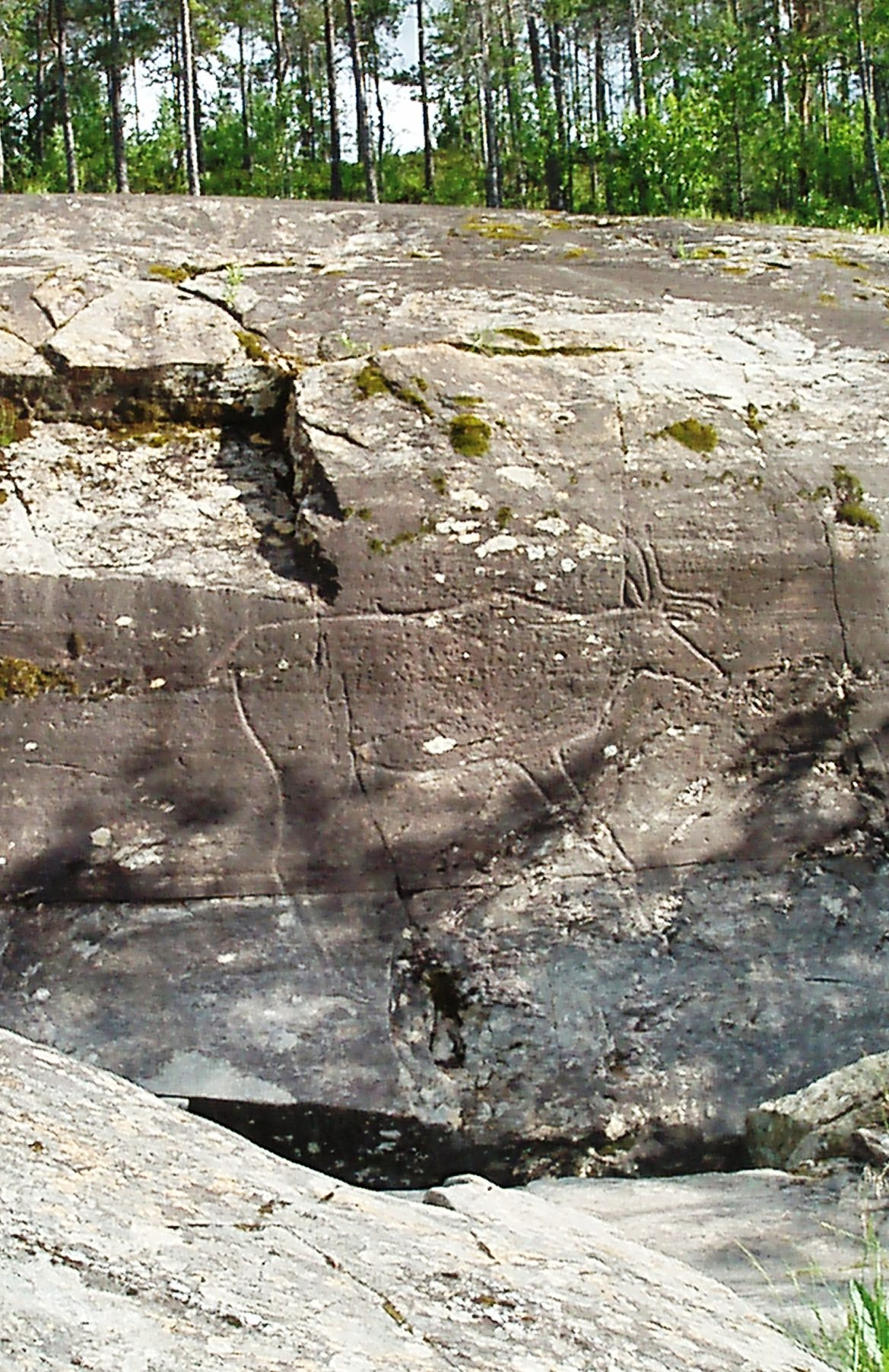
Steinkjeri sziklafaragás a kőkorból

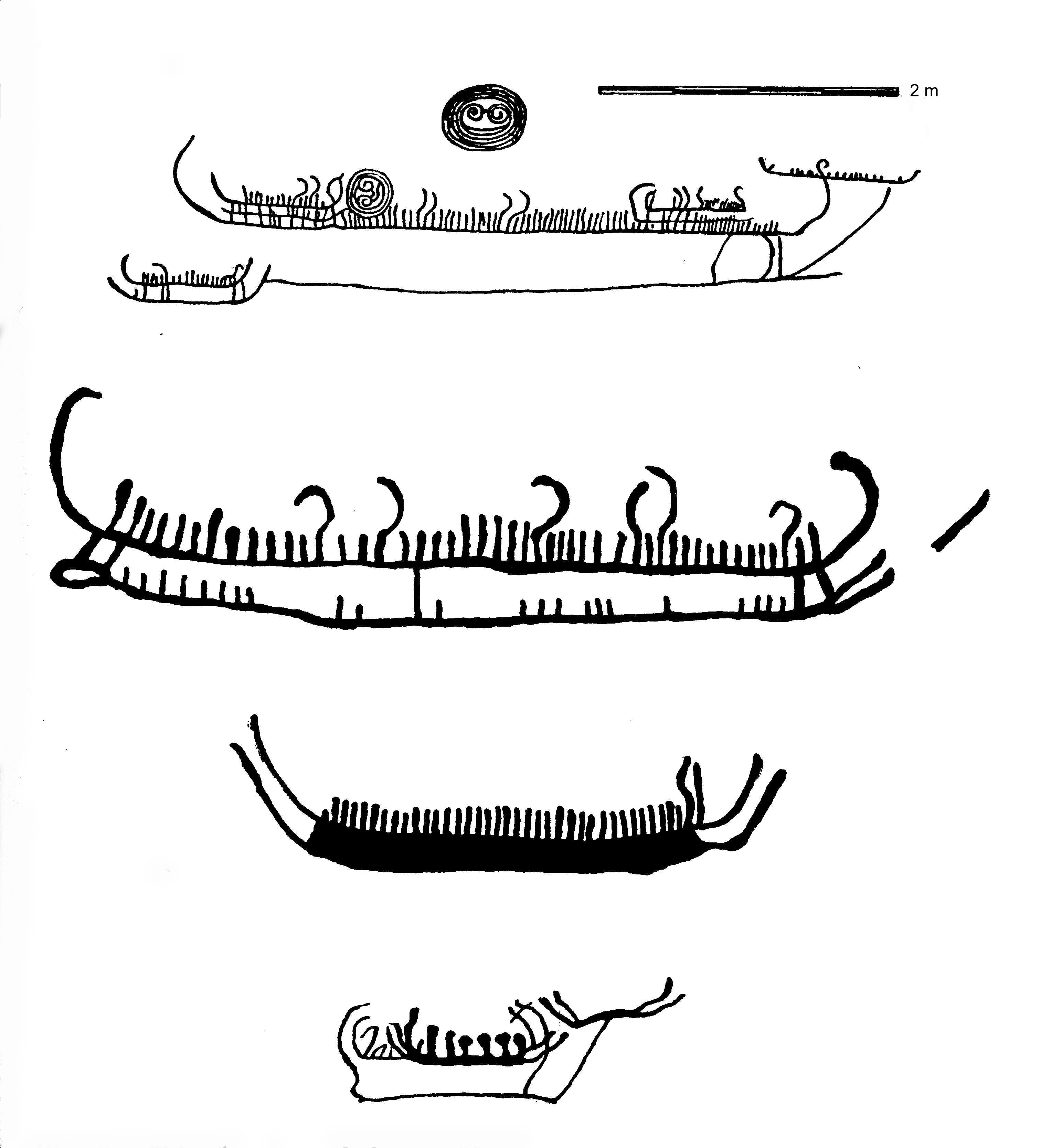
Bronzkori sziklafaragások a steinkjeri Bardalban.

Steinkjer környékét a kőkor óta lakják, erről tanúskodik a csaknem életnagyságú rénszarvast és medvét ábrázoló bølareineni sziklafaragás. Ősi sziklafaragások találhatók Bardal régiójában is, amelyek közül a legrégibb hatazer éves (lásd még: Sziklafaragások Közép-Norvégiában).
A kora vikingkorban Steinkjer régiója az egyik legerősebb hatalmi központ volt. A kereszténység érkezése előtt az egyik legismertebb óészaki vallásos központ Mære volt, ahol áldozatokat mutattak be és ünnepeket tartottak.
Steinkjer a modern történelem során két nagy katasztrófát is átvészelt. Az első 1900-ban történt, amikor hatalmas tűz tombolt az egész városban, amely végül csak a déli városrészeket pusztította el. A második szerencsétlenségre 1940. április 21-én került sor, amikor a Luftwaffe He 111-es gépei bombázták a várost. A légitámadás elpusztította Steinkjer jórészét, odaveszett az építészeti emlékek java is, köztük a Kereszt-templom.

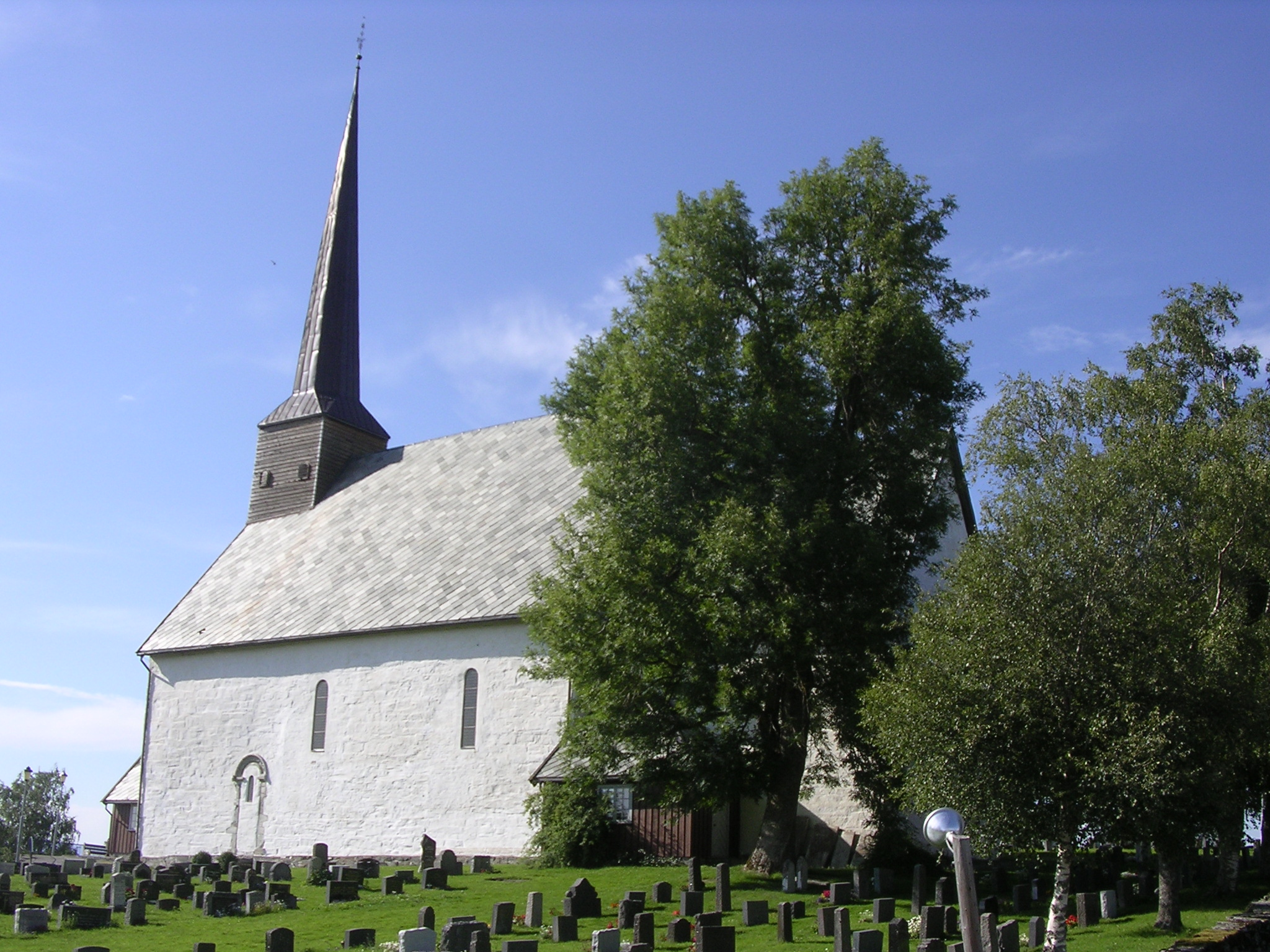
A középkori Mære-templom

A város részben amerikai segítséggel a második világháború után gyorsan újjáépült. A mai Steinkjer épületeinek legnagyobb része az 1950-es és az 1960-as években készült és a modern funkcionalista építészet hatásait tükrözi, szemben a Trondheim vagy Ålesund képén maradandó nyomot hagyó art nouveau stílussal. Néhány Jugendstil épület Steinkjerben is átvészelte a bombázást, mint a vasútállomás (Jernbanestasjonen) vagy a Høgskolen i Nord-Trøndelag főiskola adminisztrációs épülete.
Steinkjer község 1858-ban vált ki Stod községből és lett önálló község. Beitstad, Egge, Kvam, Ogndal, Sparbu és Stod községeket 1964-ben Steinkjerbe olvasztották.
A város az óészaki nyelven Steinkernek nevezett birtok helyén épült és a nevét is örökölte. A steinn szó jelentése „kő, szikla”, a ker „halászáshoz épített akadályt” jelent.
A község címere 1957-ben született, hatágú csillagot ábrázol, amely a Steinkjernél találkozó hat utat ábrázolja.

## Közlekedés
Steinkjer az E6-os európai főútvonal mellett fekszik, 120 kilométerre Trondheimtől.

## Külső hivatkozások
- A község honlapja (norvégül)
- Dampsaga Culture House - houses public library, concert hall and cinema of Steinkjer
- Steinkjer2007.no
- Steinkjer.net - recent news about commerce and business in Steinkjer
- Steinkjert mutató webkamerák